# Dollart (Bunde)

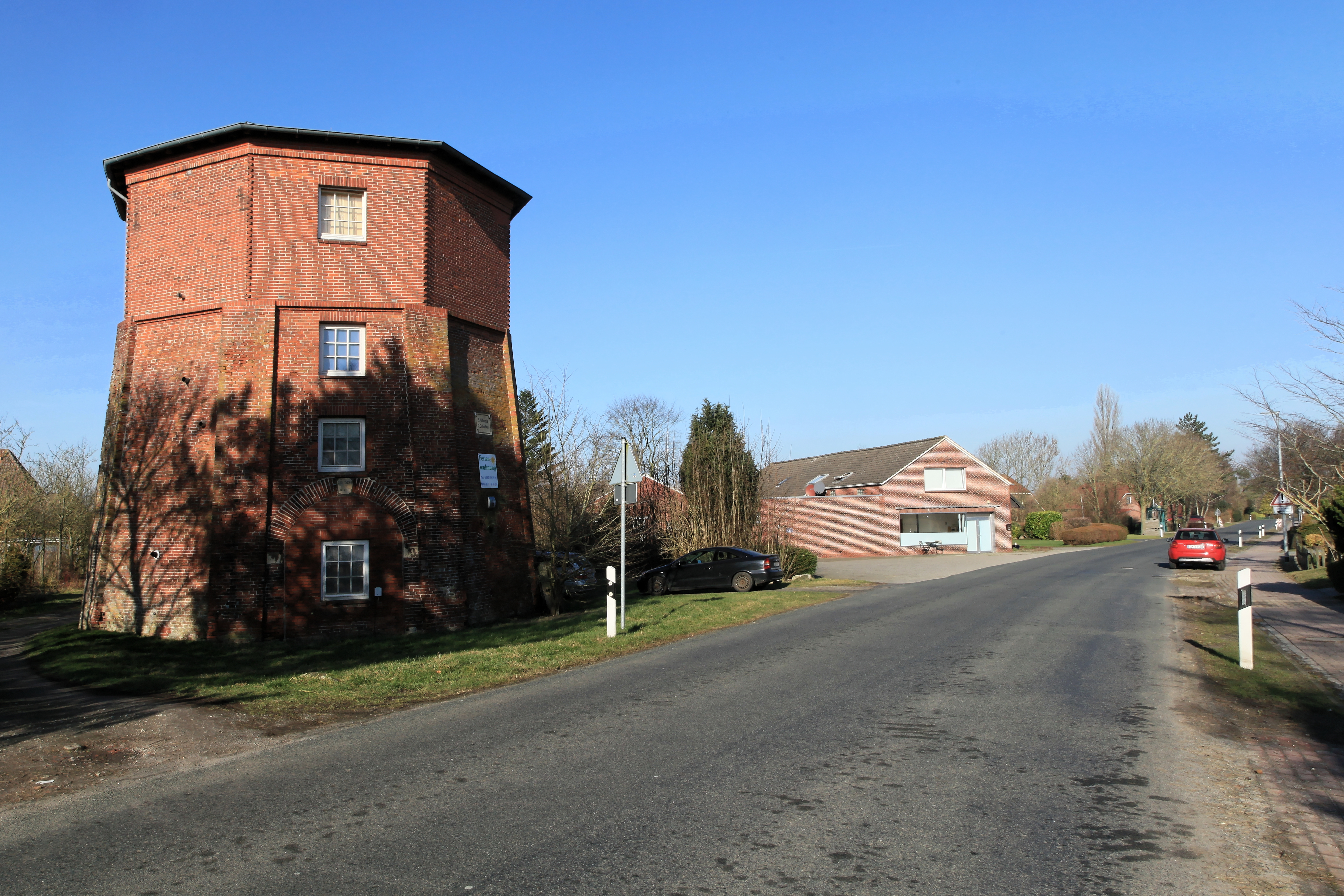
Nordbeck-Siedlung mit Mühlenstumpf bei Ditzumerverlaat

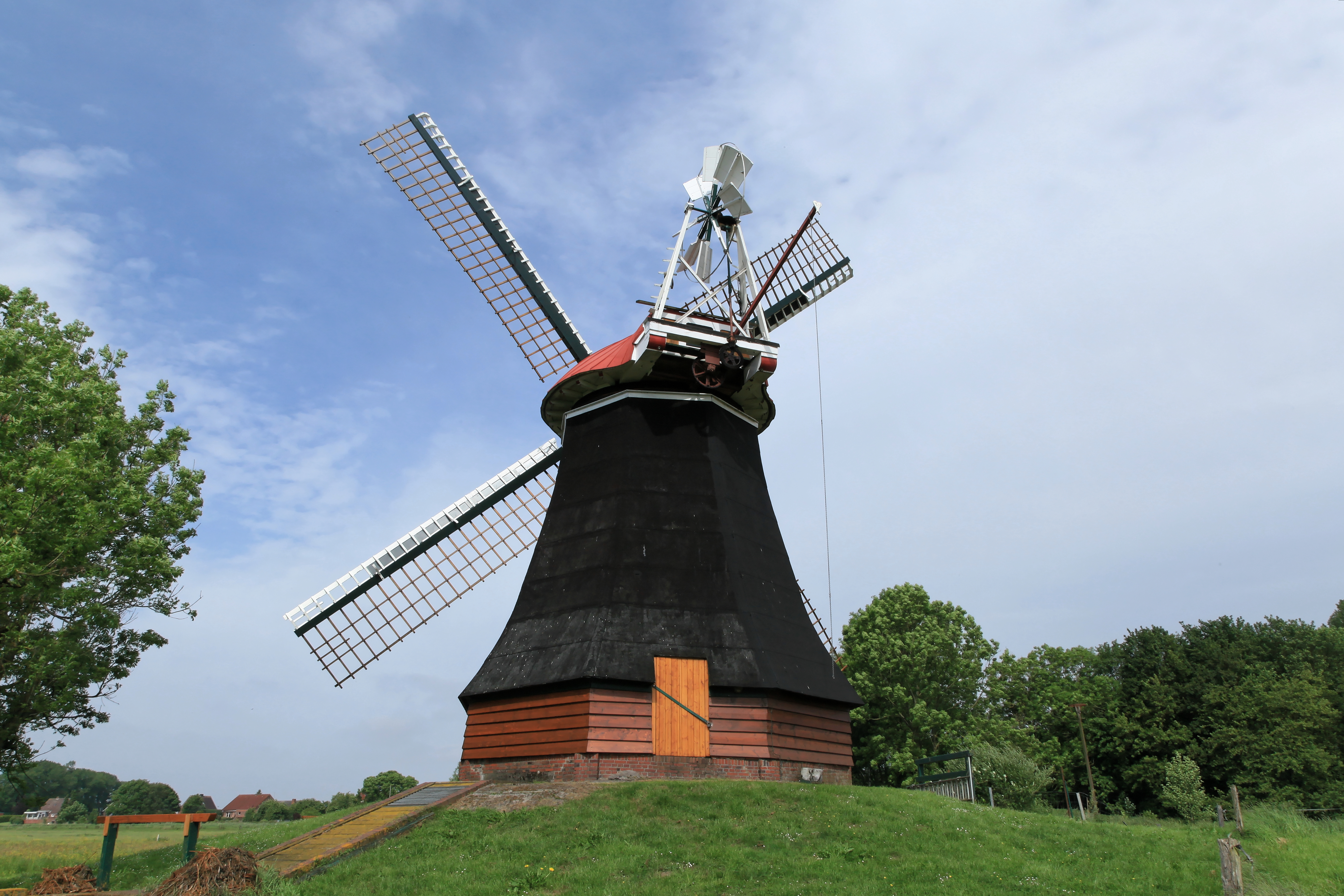
Wasserschöpfmühle am Wynhamster Kolk

Dollart ist eine Ortschaft der Gemeinde Bunde, die ihren Namen vom Dollart, der angrenzenden gleichnamigen Bucht, erhielt. Der Ort im ostfriesischen Rheiderland umfasst die Dörfer Ditzumerhammrich, Ditzumerverlaat, Heinitzpolder, Kanalpolder, Landschaftspolder und Bunderhammrich, die als Deichreihensiedlungen entstanden. Einen historischen Ort namens Dollart gibt es nicht.

## Bevölkerung
Die Ortschaft Dollart der Gemeinde Bunde hat 1285 Einwohner (Stand: 5. November 2004), die sich auf verschiedene kleine Ortschaften verteilen.

## Geografie
Der Ort ist östlich des Dollarts gelegen und wird durch Deiche vor Überflutungen geschützt. Der gesamte Ort ist durch Landgewinnung entstanden und liegt auf fruchtbarem Marschboden. Der Ortsteil grenzt im Norden und Nordosten an die Gemeinde Jemgum, südöstlich an den Ortsteil Bunderhee und im Süden an Bunde an.
Mehrere Sieltiefe dienen als Entwässerungskanäle für das tief liegende Land. Das Gebiet um den Wynhamster Kolk befindet sich 2,5 m unter NN und ist eine der tiefst gelegenen Stellen Deutschlands.

## Geschichte
Das Gebiet der heutigen Wasserfläche des Dollarts war im Mittelalter dicht besiedelt. Mit der Ausdehnung des Dollarts im 14. bis 16. Jahrhundert gingen zahlreiche Kirchspiele und Dörfer unter. Die Ortschaft Dollart verdankt ihre Entstehung dem sogenannten Anwachs neuer Gebiete aus dem Deichvorland durch Landgewinnungsmaßnahmen und Deichbau. Nach dem Rückzug des Wassers begann man um 1600 mit dem Deichbau. 1707 wurde Bunderhammrich eingedeicht, 1752 Landschaftspolder, 1773 und 1794 Heinitzpolder und 1874 bis 1877 Kanalpolder.
Unter französischer Herrschaft war das Gebiet ab 1807 ein Teil des niederländischen Département Ems-Occidental („Wester Eems“). Im Jahr 1813 wurde eine erste „Gemeinde Dollart“ geschaffen, in die die Orte Landschaftspolder, Heinitzpolder, Bunderhammrich, Böhmerwold und St. Georgiwold eingegliedert wurden. Nach dem Sturz von Napoleon Bonaparte wurde das Gebiet dem Königreich Hannover zugeschlagen. Ditzumerhammrich und Ditzumerverlaat gehörten bis 1852 zur politischen Gemeinde Ditzum. 1885 wurde Ostfriesland preußisch. Nach dem Zweiten Weltkrieg kam es zu einem verhältnismäßig hohen Zustrom von Flüchtlingen, was auf die ertragreichen Polderflächen zurückzuführen ist. 1966 wurde als erste Samtgemeinde im Landkreis Leer die Samtgemeinde Dollart gegründet, zu der 1969 Landschaftspolder hinzustieß. Bereits am 1. Januar 1973 wurden Bunderhammrich, Ditzumerhammrich, Heinitzpolder und Landschaftspolder zu einer Gemeinde Dollart zusammengefasst und in die Samtgemeinde Bunde eingegliedert. Als am 1. November 2001 auch diese Samtgemeinde aufgelöst wurde, verlor die Gemeinde Dollart ihre Selbstständigkeit und wurde zu einer Ortschaft der Einheitsgemeinde Bunde mit eigenem Ortsvorsteher.

## Religionen
Die überwiegende Mehrheit der Einwohner Dollarts gehört zur evangelisch-reformierten Kirche. In Ditzumerverlaat entstand 1887 eine reformierte Kirchengemeinde und 1896 eine eigene Kirche, um den Fischern und Schiffern den Weg nach Ditzum zu ersparen. Nach der Eindeichung von Landschaftspolder im Jahr 1752 wurde 1768 die Landschaftspolder Kirche errichtet. Die 1865 gegründete Baptistengemeinde unterhält seit 1899 in Ditzumerverlaat eine Kapelle.

## Kultur und Sehenswürdigkeiten
Nördlich von Ditzumerverlaat befindet sich der Wynhamster Kolk mit einer kleinen Wind-Wasserschöpfmühle aus dem Jahr 1804. Sie diente der Entwässerung des Umlands, das 2,51 m unter dem Meeresspiegel liegt.
Wie auch sonst in Ostfriesland wurden die Gotteshäuser als Backsteinkirchen gebaut. Die Polderkirche in Landschaftspolder wurde 1768 errichtet, nachdem Friedrich der Große die Genehmigung erteilt hatte. Die reformierte Kirche in Ditzumerverlaat ist 1896 im Stil der Neugotik erbaut.
Im Winter kann in Ditzumerverlaat eine künstliche Eisbahn zum Schlittschuhlaufen genutzt werden. In kalten Wintern sind auch die zahlreichen Sieltiefe hierzu geeignet. Der Turn- und Sportverein (TuS) Ditzumerverlaat organisiert die sportlichen Aktivitäten, insbesondere den Fußball. Ein grenzüberschreitender Fahrradkurs ist die Internationale Dollard Route, der sich über 200 km durch die Landkreise Leer und Emsland sowie die Provinz Groningen erstreckt. Ein Heimatverein koordiniert den Tourismus und kulturelle Aktivitäten.
1997 wurde der „Natur- und Kulturpark Dollart“ in einem Bunder Gulfhaus eröffnet. Er beinhaltet neben einem Museum über die Natur, Wirtschaft und Geschichte des Dollarts die Möglichkeit, mit dem Fahrrad an den Deich zu fahren und sich mithilfe der Beschilderungen über den Deichbau und die Landgewinnung zu informieren.